# Belisana tauricornis
Belisana tauricornis är en spindelart som beskrevs av Tamerlan Thorell 1898. Belisana tauricornis ingår i släktet Belisana och familjen dallerspindlar.
Artens utbredningsområde är Myanmar. Inga underarter finns listade.